# Promachus rufimystaceus
Promachus rufimystaceus là một loài ruồi trong họ Asilidae. Promachus rufimystaceus được Macquart miêu tả năm 1849. Loài này phân bố ở miền Ấn Độ - Mã Lai.